# Oranjes tweede invasie
Oranjes tweede invasie, oftewel de Tweede invasie van Willem van Oranje in de Spaanse Nederlanden, vond plaats in 1572 en vormt een onderdeel van de Tachtigjarige Oorlog. De invasie bleef, zoals Oranjes eerste invasie in 1568 zonder echt succes, in tegenstelling tot de gelijktijdige Geuzenopstand in de kustgewesten, die Oranje met zijn inval wilde steunen.

## Aanleiding
Na de Inname van Den Briel door de Geuzen op 1 april 1572 en de daaropvolgende innamen van steden in de westelijke Nederlanden, besloot de gevluchte en door de Raad van Beroerten ter dood veroordeelde stadhouder Willem van Oranje opnieuw een inval vanuit het oosten te wagen om het volk in opstand te laten komen tegen de Spaanse onderdrukking.

## Voorbereiding
Willems broer Lodewijk van Nassau zou vanuit Frankrijk Valencijn en Bergen in Henegouwen innemen en daar wachten op versterking van de hugenoten. Willem zelf zou vanaf de Rijn de Nederlanden binnenvallen, en daarna naar Brabant en Vlaanderen trekken. Willem van den Bergh, een zwager van Oranje, viel Gelderland en Overijssel aan.

## De invasie

Veroveringstochten van geuzen en Oranjes

Reeds op 24 mei had Lodewijk Bergen bezet. Hij stelde de bevolking gerust en wachtte op de hugenoten. Zijn Franse bondgenoot Jean de Hangest, heer van Genlis, kwam op 17 juli uit Frankrijk met zowat 7500 hugenoten in Henegouwen opzetten op weg naar Bergen, maar ze werden door de Spaanse regeringstroepen verslagen in de slag bij Saint-Ghislain. Uit de documenten die ze bij zich hadden en hun bekentenissen werd voor Alva de samenhang van het plan van Oranje duidelijk, die intussen met zijn tweede veldtocht de Maas overstak.
Daarna trok Oranje met zijn leger van huursoldaten eerst naar Opper-Gelre, waar zijn legerbende al plunderend en brandend Roermond veroverde op 23 juli (zie Inname van Roermond). Daarna marcheerde hij door het Prinsbisdom Luik naar het Hertogdom Brabant. Volgens afspraak met financier Arend van Dorp richtte hij zich eerst op Mechelen, dat op 30 augustus de poorten opende. Twee dagen later stond Oranje voor Leuven. De Dijlestad kocht zijn vertrek af door 16.000 dukaten en veel levensmiddelen te verstrekken. 
Vervolgens dirigeerde Oranje zijn legermacht naar Bergen om zijn broer Lodewijk te ontzetten, terwijl de bosgeuzen onder Jacob Blommaert op 7 september het Vlaamse Oudenaarde innamen. Oranje sloeg kamp op bij Binche, maar werd in de nacht van 11 op 12 september overvallen door Spaanse eenheden onder Julián Romero en bracht het er ternauwernood levend vanaf. Bovendien had de slachting onder de hugenoten in de Bartholomeusnacht (23 op 24 augustus) de bodem weggeslagen onder zijn strijdplan, dat berustte op Franse steun.
Daarop gaf hij Bergen op en vluchtte hij met zijn leger in wanorde terug naar het oosten. In Roermond dankte hij zijn huurlingen af. Hij zag er in oktober ook zijn broer Lodewijk terug, die van de hertog van Alva een vrije aftocht had gekregen uit het gevallen Bergen. Berooid en met een miniem leger kwam Oranje op 18 oktober aan in Zwolle, met als enige perspectief het opstandige Holland en Zeeland.

## Gevolgen
De invasie stokte halverwege, en werd zodoende niet voltooid. Bovendien gaven de steden zich niet vrijwillig aan Oranje over. Met de Spaanse Furie in Mechelen stelde Alva op 2 oktober een ijzingwekkend voorbeeld van wat gebrek aan weerstand zou inhouden. De bruggenhoofden in Vlaanderen, Brabant en Gelre stortten snel in elkaar. Don Frederik, de zoon van de hertog van Alva, zette een heroveringscampagne in en onderwierp van oktober tot december vele opstandig geworden steden. Op 17 november 1572 werd Zutphen door Spaanse troepen  heroverd. Geschiedschrijving tot in de 21e eeuw maakte melding dat hierbij honderden inwoners geëxecuteerd werden, het 'Bloedbad van Zutphen'. Nader onderzoek heeft duidelijk gemaakt dat dit beeld onjuist is. Bij de herovering van Naarden gebruikte hij grof geweld.
Ook Oranjes tweede invasie was daarmee een mislukking, maar deze keer werd de opstand niet volledig uitgeroeid, want toen Don Frederik aankwam bij Haarlem, kreeg hij felle tegenstand. Willem van Oranje besloot naar Holland en Zeeland te gaan om daar verder te strijden.